# Resolució 1378 del Consell de Seguretat de les Nacions Unides
La Resolució 1378 del Consell de Seguretat de les Nacions Unides fou adoptada per unanimitat el 14 de novembre de 2001. Després de reafirmar totes les resolucions sobre la situació a l'Afganistan, incloses les resolucions 1267 (1999), 1333 (2000) i 1363 (2001), el Consell va afirmar que les Nacions Unides exercirien un paper important al país i van demanar l'establiment d'una administració de transició que donés lloc a la formació d'un nou govern.
El Consell de Seguretat va reconèixer la urgència de la situació a l'Afganistan, particularment a Kabul, i va donar suport als esforços per combatre el terrorisme d'acord amb les resolucions 1368 (2001) i 1373 (2001). Va condemnar als talibans per permetre que l'Afganistan s'utilitzés com a base i santuari d'Al-Qaeda, altres grups i Osama bin Laden i violacions del dret internacional. El preàmbul de la resolució va acollir amb beneplàcit la declaració del Grup dels Sis més Dos sobre Afganistan i la intenció de convocar una reunió implicant tots els processos afganesos.
La resolució recolza els esforços del poble afganès per establir una nova administració de transició que condueixi a la formació d'un govern que sigui plenament representatiu, respecti els drets humans i les seves obligacions internacionals i faciliti el lliurament de l'ajuda humanitària. Demana a les forces afganeses que s'abstinguin de represàlies i que respectin els drets humans i dret internacional humanitari.
El Consell va afirmar un paper central de les Nacions Unides a Afganistan per establir l'administració de transició. Demana als Estats membres que donin suport a l'establiment de l'administració de transició i el govern, l'assistència humanitària i l'assistència a llarg termini en relació amb la reconstrucció social i econòmica i la rehabilitació del país. Finalment, es va instar els Estats membres a assegurar la seguretat de les àrees de l'Afganistan que no es trobaven sota el control dels talibans, especialment a Kabul, i protegir els civils, les autoritats de transició i tot el personal internacional.